# Explosion
Pour les articles homonymes, voir Explosion (homonymie).

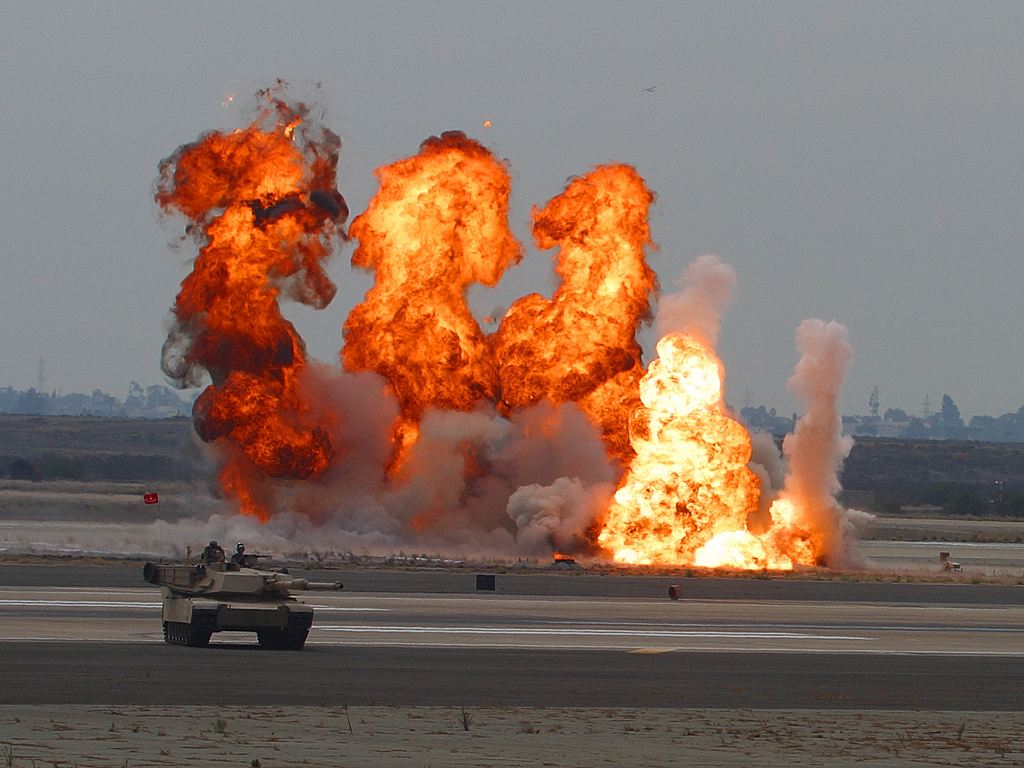
Série d'explosions.

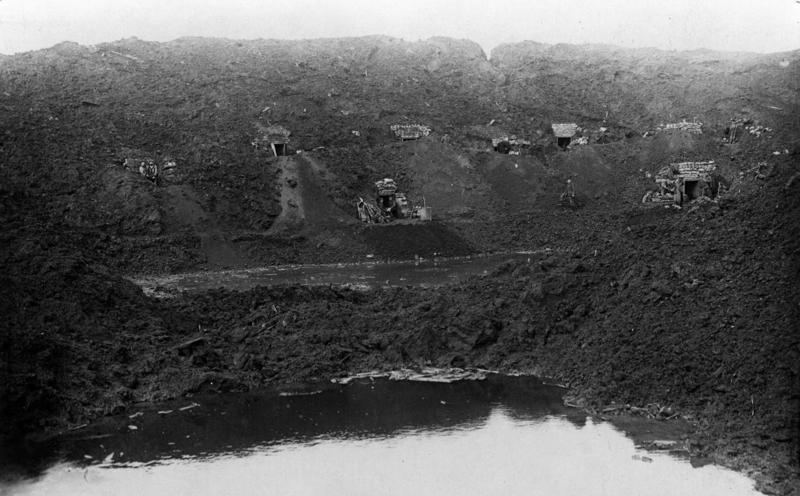
Cratère de « mine » en Flandre lors de la Première Guerre mondiale.

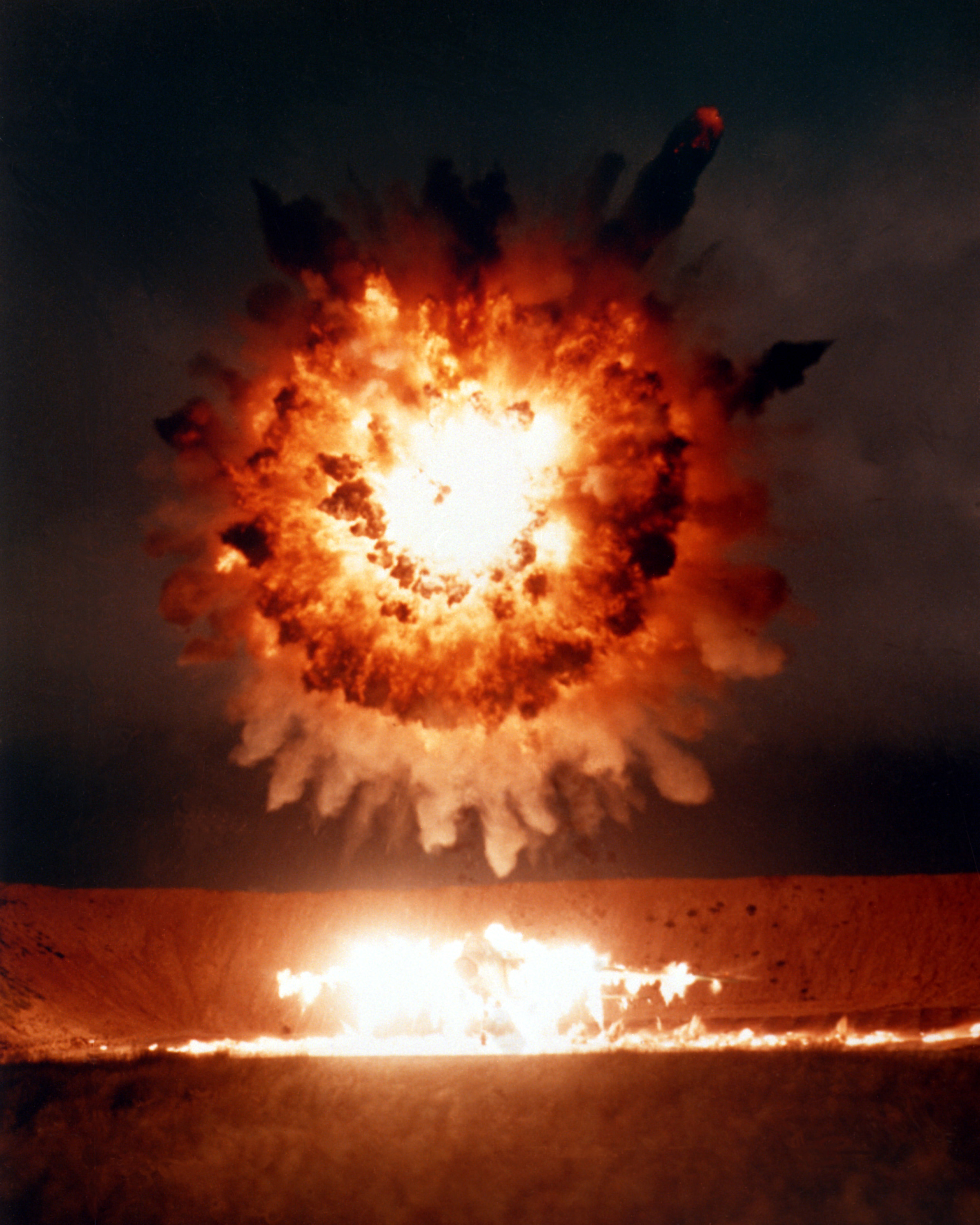
Explosion d'un missile BGM-109C à charge unitaire au-dessus d'un avion.

Une explosion est une augmentation rapide de volume et une libération d'énergie, généralement avec génération de hautes températures et de gaz et de lumière. Plus cette transformation s'effectue rapidement, plus la matière résultante se trouve en surpression ; en se détendant jusqu'à l'équilibre avec la pression atmosphérique, elle crée un souffle déflagrant ou détonant, selon sa vitesse, et une émission de bruit.

## Classification
Les explosions peuvent être classées en fonction de la vitesse de l'onde qu'elles engendrent :
- on emploie le terme déflagration lorsque le front de décomposition se déplace à une vitesse inférieure à la vitesse du son dans le milieu local ;
- on parle de détonation lorsque le front de flamme dépasse la vitesse du son des gaz brûlés, ce qui engendre une onde de choc. C'est ce qui se produit lors de l'utilisation d'un détonateur ou d'un explosif brisant, le front de décomposition peut alors se propager à des vitesses qui dépassent 10 km/s.

## Causes
Une explosion peut résulter :
- d'une réaction chimique : le volume occupé par les gaz produits par la réaction est supérieur au volume des réactifs (si la réaction est exothermique, la chaleur provoque une dilatation des gaz de réaction) :
  - les réactifs solides (par exemple poudre) ou liquides sont donc plus denses que les gaz produits,
  - les réactifs peuvent être aussi des gaz (comme l’oxygène et l’hydrogène) où le volume de gaz produit lors de l'explosion est supérieur à celui du mélange gazeux initial ;
- d'une vaporisation très violente, comme dans le cas de l'ébullition-explosion ou bleve ; il s'agit alors d'une transformation physique, un changement de phase ;
- d'une augmentation brutale de température quand un procédé dégage plus de chaleur (par réaction chimique, frottement, compression, chauffage par micro-ondes, etc.) que le système peut en évacuer et perdre vers l’extérieur. Il y a alors « explosion thermique » due à une libération brutale et massive d’énergie, souvent (mais pas toujours) avec émissions importantes de gaz et vapeurs inflammables ou toxiques.

## Effets
Les effets les plus visibles et sonores sont ceux de la déflagration et de l'onde destructrice (blast) et des retombées qu'elle suscite.
À distance équivalente de l'explosion, dans l'eau, l'onde de choc peut avoir des effets délétères encore plus importants sur les êtres vivants que dans l'air.
L'explosion est aussi source d'infrasons inaudibles pour l'homme, mais perceptibles par des instruments ou certains animaux à grande distance.
Elle a aussi de potentiels effets toxiques et écotoxiques, plus ou moins différés selon les composants de l'explosif (et de l'amorce quand elle existe). Les vapeurs et fumées de tir contiennent généralement des composés toxiques. Les lieux, organismes ou objets détruits par une explosion peuvent eux-mêmes être à l'origine de pollution ou contamination biologique, physique, chimique, radioactive, etc.
Enfin, des chercheurs de l'université de Reading ont récemment montré (dans la revue Annales Geophysicae) que les grosses explosions (bombes thermonucléaires, ainsi que les bombes (pesant jusqu'à dix tonnes) larguées par avions pendant la Seconde Guerre mondiale) sont suffisamment puissantes pour affaiblir et perturber la très haute atmosphère, jusqu'au niveau de l'ionosphère (mille kilomètres au-dessus de l'explosion, zone qui n'est normalement perturbée que par de grands évènements tels que éruptions solaires, éruptions volcaniques, grands séismes, gros orages et réchauffements stratosphériques soudains). Ceci a été démontré via l'analyse d'enregistrements radio recueillis quotidiennement par des opérateurs militaires lors de 152 raids aériens alliés de 1943 à 1945, plus ou moins parasités par les particules chargées dans la haute atmosphère : le taux de particules chargées dans l’ionosphère diminue significativement lors de chaque raid, probablement à cause des ondes de choc des bombes. On estime rétrospectivement que chaque raid a un impact sur la haute atmosphère équivalent à au moins 300 coups de foudre. On peut supposer que les passages répétés du mur du son par des avions à réaction dans certaines zones d'entraînement et de guerre ont un effet similaire, or perturber l'ionosphère peut gêner les systèmes GPS, les radiotélescopes et les communications radio.

## Traumatologie

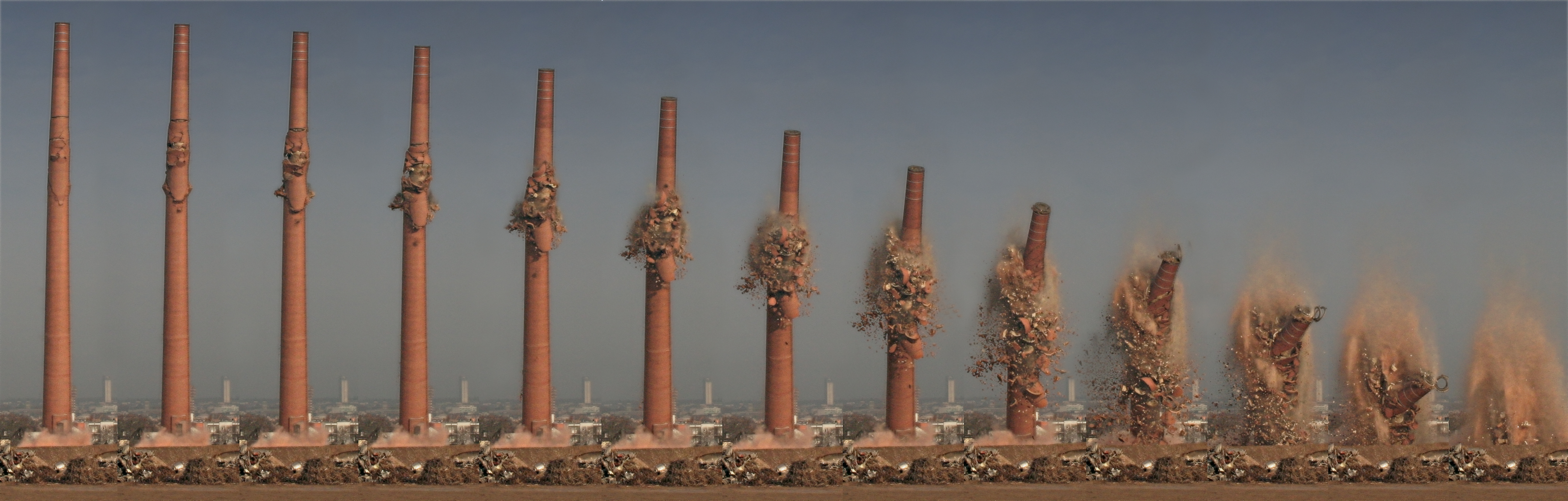
Explosion et effondrement en l'espace d'environ six secondes d'une cheminée industrielle à Francfort-sur-le-Main (Allemagne, 2006).

Les conséquences, sur l'homme, d'une explosion sont au nombre de quatre :
- le blast : c'est un barotraumatisme, c’est-à-dire un traumatisme créé par la surpression de l'air ; il comprend notamment :
  - le blast des tympans, pouvant aller jusqu'à la déchirure des tympans : surdité passagère ou définitive, acouphènes ;
  - le blast pulmonaire : l'onde de choc frappe la poitrine et provoque des dégâts à l'intérieur de l'organisme ;
- la chute consécutive à la différence de pression entre le devant (partie face à l'explosion) et l'arrière de la surpression ;
- projection d'objets, de débris (shrapnels) ;
- choc psychologique.

Il peut aussi y avoir un effondrement de structure (bâtiment, mur), ainsi que des brûlures dans le cas d'une expansion de gaz chauds ou d'un rayonnement intense.

## Utilisation
- On utilise la pression des gaz pour produire un travail dans un moteur à combustion interne (déflagration) ou un moteur à réaction.
- On utilise aussi les propriétés de transformation hyper rapide de certains matériaux pour fabriquer des explosifs à des fins de génie civil, génie militaire ou pour fabriquer des munitions et des armes.